# (37698) 1995 YL8
1995 YL8 (asteroide 37698) é um asteroide da cintura principal. Possui uma excentricidade de 0.06993820 e uma inclinação de 1.24650º.
Este asteroide foi descoberto no dia 18 de dezembro de 1995 por Spacewatch em Kitt Peak.